# Bullet (deutsche Band)
Bullet war eine deutsche Heavy-Metal-Band, die 1978 unter dem Namen Teaser gegründet wurde, sich 1979 in Bullet umbenannte, aber nach nur zwei Alben 1986 aufgab.

## Geschichte
1978 schlossen sich Gitarrist Paul Psilias, Bassist Willi Bartkowski und Schlagzeuger Mike Lichtenberg in Bochum zu der Heavy-Metal-Band Teaser zusammen. Den Gesang übernahm fürs Erste Psilias. Bartkowski verließ die Band bald wieder, um Theologie zu studieren. Ihn ersetzte Volker Pechtold. Erfahrungen sammelte man bei Schulauftritten. 1979 stieß der Sänger Klaus Thiel von einer Band namens Challenger aus Gelsenkirchen hinzu, der besonders bei AC/DC-Coverversionen überzeugte. Er konnte außerdem Psilias an der Gitarre unterstützen. Ein erstelltes Demotape überzeugte indes keine Plattenfirma. Scorpions-Produzent Dieter Dierks entdeckte die junge Gruppe 1980 und nahm sich ihrer an. Er band sie an sein eigenes Label Hi Score Records und erarbeitete eine LP in seinem Studio. Dadurch wurde das Interesse der Polydor geweckt, die die Vermarktung übernehmen wollte. Vor der Veröffentlichung des Albums wurde man einer Band aus Enschede gleichen Namens gewahr, in der Adrian Vandenberg spielte, weshalb man ihn ablegte und nun unter Bullet firmierte. (Auch die niederländische Band entschied sich bald für einen Namenswechsel und hieß dann Vandenberg.)
1981 erschien Execution. Im europäischen Raum wurden davon ungefähr 30.000 Einheiten abgesetzt und das ausgekoppelte Lied Cold Hearted Woman wurde beim britischen Truppensenderverbund BFBS unter die besten zehn Songs des Jahres gewählt. Im Anschluss begab man sich mit Saxon auf Europatournee und trat auch mit Ozzy Osbourne und Gary Moore unter dem Motto „Heavy Metal Tour“ auf. 1982 war Bullet im Vorprogramm von Iron Maiden zu erleben und spielte auf Festivals, auf denen Queen Headliner war. Auch ging es nach Frankreich, wo man ebenfalls als Vorgruppe engagiert worden war. Aufgrund interner Querelen verließ Pechtold nach den Tourneen die Band und wurde durch Fitty Wienhold ersetzt. 1983 gab es den nächsten Besetzungswechsel, als Psilias den Dienst quittierte und für ihn Jürgen Graf geholt wurde. Die Zeit war für Heavy-Metal-Bands in Deutschland eine schwierige, weil die Musikindustrie und die Medien auf die Neue Deutsche Welle fokussiert waren. Bullet verlor ihren Vertriebsvertrag mit Polydor, daran geknüpft auch die Betreuung durch Hi Score Records (nicht aber Dierks persönlich) und wich nach Großbritannien zu einem Label in Wolverhampton aus. Dort erschien 1983 das Album No Mercy, das zur Weihnachtszeit 1982 aufgenommen worden war. Der Tonträger wurde nach guten Import-Verkaufszahlen 1984 schließlich doch noch von Arista, die verschiedene europäische Märkte, daneben aber auch den heimatlichen US-Markt, bediente, übernommen. In den USA kam der Videoclip zu I Sold My Soul to Rock'n'Roll gut an und es wurde über eine US-Tour nachgedacht, während sich in Deutschland die Band noch mittels regelmäßiger Auftritte in Jugendzentren, Rockclubs und kleinen Hallen Routine aneignete.
Die Dauerbelastung, speziell das Singen mit „hohe[r] Reibeisenstimme“, schädigte jedoch Thiels Stimmbänder, sodass er gezwungen war, aufzuhören. In veränderter Besetzung, nämlich mit Sänger Joe Schmeink und Schlagzeuger Martin Werner (Graf und Wienhold waren geblieben) wurde im Sommer 1985 das dritte Album Ruff Cuts, wieder im Dierks-eigenen Studio, aufgenommen, aber nie veröffentlicht. Im Oktober 1985 kam Andy Hönig von Faithful Breath für Jürgen Graf, konnte allerdings nicht lange bleiben, da sich die Gruppe im Laufe des Jahres 1986 auflöste. Er fand eine neue Betätigung bei A.B. Spitfire aus Hagen. Jürgen Graf und Martin Werner veröffentlichten mit ihrer neuen Band Sign zwischen 1987 und 1988 ebenfalls zwei LPs. Die beiden Alben von Bullet wurden 1997 bei High Vaultage als CD wiederveröffentlicht.

## Stil
Bullet weise eine Spannbreite von Rock bis Speed Metal auf, was im Mittel auf Heavy Metal hinauslaufe. Sie habe in Klaus Thiel einen Frontmann, der wie eine Mischung aus Rob Halford und Bon Scott klinge, schrieb Christian Gauss auf musikansich.de.
Die Etiketten Hard Rock und Heavy Metal vergab die Internetplattform rockdetector.
Im Musikexpress befand Andreas Kraatz den Stil als „geschmeidig“, es fehlten ihm die Kanten, um dem eigenen Anspruch gerecht werden zu können.
Gerade eine Kantigkeit führte Götz Kühnemund in seiner Nachbetrachtung früherer Hörerlebnisse für das Rock Hard positiv an.
Martin Popoff empfand den Stil mehr wie sein Kollege vom Musikexpress. Er schrieb in seinem Buch The Collector’s Guide of Heavy Metal. Band 2: The Eighties, Bullet sei eine Kreuzung aus Cheap Trick und späten Scorpions, nämlich schmalzig, und wenn nicht, dann ein übler Krokus-Verschnitt.
Lee Martyn meinte in seinem Buch Masters of Metal, Bullet treibe im Fahrwasser von AC/DC.
AC/DC und Krokus nannte auch Kühnemund als Vergleichsbands. Ebenso leugnete er nicht den kommerziellen Scorpions-Einschlag auf No Mercy.

## Diskografie
- 1981: Execution (Album, Hi Score Records/Polydor)
- 1982: Cold Hearted Woman (Single, Hi Score Records/Polydor)
- 1983: No Mercy (Album, Heavy Metal Records, anschließend Arista)
- 1984: I Sold My Soul to Rock'n'Roll (Single, Arista)